# エマニュエル・ムディエイ
エマニュエル・カベヤ・ムディエイ  (Emmanuel Kabeya Mudiay 1996年3月5日 - )は、コンゴ民主共和国 (旧国名：ザイール) の首都キンシャサ出身、アメリカ合衆国・テキサス州ダラス育ちのプロバスケットボール選手。BSNのピラタス・デ・ケブラディージャスに所属している。ポジションはポイントガード

## 来歴
第二次コンゴ戦争の真っ只中の1996年にキンシャサで生まれたムディエイは、2001年に家族と共に渡米し、テキサス州ダラスで育つ。渡米後にバスケットボールを始めたムディエイは、高校は隣街のアーリントンのグレース・アカデミー高校に進学した後にダラスのプライム・アカデミー高校に転校。その当時から注目していたという南メソジスト大学のHCラリー・ブラウンは、ムディエイを同大学に進学するように呼び掛け、またケンタッキー大学やアリゾナ大学などの関係者もムディエイのスカウトに訪れていたが、ムディエイは大学に進学せず、ブランドン・ジェニングスと同じように、国外リーグでプレーした後にNBA入りを目指すことを決意。2014年7月にCBAの広東サザンタイガースと契約した。
そして中国での1年間の武者修行を終えたムディエイは、改めて2015年のNBAドラフトにエントリーを表明。全体7位でデンバー・ナゲッツから指名された。
NBAデビュー戦となった2015-16シーズン開幕戦のヒューストン・ロケッツとの対戦は、前ナゲッツのタイ・ローソンとのマッチアップとなり、11ターンオーバーを喫しながらも、18得点9アシストを記録し、ナゲッツに開幕戦勝利をもたらした。また、2016年3月23日のフィラデルフィア・76ers戦では、 101-103で迎えた第4クォーター残り数秒の場面から、起死回生の逆転3ポイントシュートを決めた。ルーキーながらチームを牽引する活躍が認められ、同シーズンのNBAオールルーキーチームの2ndチームに選出された。
2018年2月8日、ナゲッツ、ニューヨーク・ニックス、ダラス・マーベリックスが絡んだ三角トレードでニックスに移籍した。
2019年7月20日、ユタ・ジャズと1年契約を結んだと発表された。
2020-2021シーズンがどのチームにも所属しなかった。2021年の夏にはNBAサマーリーグにポートランド・トレイルブレイザーズの一員として参加。
2021年8月23日、ユーロリーグに所属するBCジャルギリスへ1年契約で加入したと発表された。ユーロリーグでは5試合に出場、1試合平均19.0分の出場で、7.4得点、3.2アシスト、2.2リバウンドという成績、国内リーグのリトアニア・バスケットボール・リーグでは6試合の出場、1試合平均24.3分の出場で、12.7得点、4.5アシスト、3.3リバウンドという成績を残したが、11月2日に双方合意により契約解除された。その後、12月22日にサクラメント・キングスと10日間契約を結んだ。

## 個人成績

### NBA

#### レギュラーシーズン
| シーズン | チーム | GP  | GS  | MPG  | FG%  | 3P%  | FT%  | RPG | APG | SPG | BPG | PPG  |
| -------- | ------ | --- | --- | ---- | ---- | ---- | ---- | --- | --- | --- | --- | ---- |
| 2015–16  | DEN    | 68  | 66  | 30.4 | .364 | .319 | .670 | 3.4 | 5.5 | 1.0 | .5  | 12.8 |
| 2016–17  | DEN    | 55  | 41  | 25.6 | .377 | .316 | .784 | 3.3 | 3.9 | .7  | .2  | 11.0 |
| 2017–18  | DEN    | 42  | 0   | 17.9 | .401 | .373 | .808 | 2.2 | 2.9 | .5  | .1  | 8.5  |
| 2017–18  | NYK    | 22  | 14  | 22.4 | .368 | .196 | .686 | 2.6 | 3.9 | .9  | .3  | 8.8  |
| 2018–19  | NYK    | 59  | 42  | 27.2 | .446 | .329 | .774 | 3.3 | 3.9 | .7  | .3  | 15.0 |
| 2019–20  | UTA    | 54  | 2   | 15.7 | .462 | .345 | .759 | 2.3 | 2.1 | .4  | .2  | 7.3  |
| 2021–22  | SAC    | 2   | 0   | 5.5  | .000 | ---  | .750 | .0  | 2.0 | .5  | .0  | 1.5  |
| 通算     | 通算   | 302 | 165 | 23.8 | .401 | .323 | .744 | 2.9 | 3.8 | .7  | .3  | 10.9 |

#### プレーオフ
| シーズン | チーム | GP | GS | MPG  | FG%  | 3P%  | FT%  | RPG | APG | SPG | BPG | PPG |
| -------- | ------ | -- | -- | ---- | ---- | ---- | ---- | --- | --- | --- | --- | --- |
| 2020     | UTA    | 3  | 0  | 11.3 | .357 | .667 | .500 | 2.0 | .7  | .0  | .3  | 4.3 |
| 通算     | 通算   | 3  | 0  | 11.3 | .357 | .667 | .500 | 2.0 | .7  | .0  | .3  | 4.3 |

### CBA
| シーズン | チーム | GP | GS | MPG  | FG%  | 3P%  | FT%  | RPG | APG | SPG | BPG | PPG  |
| -------- | ------ | -- | -- | ---- | ---- | ---- | ---- | --- | --- | --- | --- | ---- |
| 2014–15  | 広東   | 12 | 0  | 31.6 | .478 | .342 | .574 | 6.3 | 5.9 | 1.6 | .1  | 18.0 |